# Holomelina tenuicincta
Holomelina tenuicincta là một loài bướm đêm thuộc phân họ Arctiinae, họ Erebidae.